# Jean-Armand Duluc
Jean-Armand Duluc, francoski general, * 1889, † 1993.